# اقتصاديات المعرفة العلمية
تُعرف اقتصاديات المعرفة العلمية على انها نهج يقوم على الحاجة إلى فهم العلم وخلق المعرفة العلمية ونشرها في الجانب الاقتصادي.
ولقد تم تطوير هذا النهج بشكل مغاير عن علم اجتماع المعرفة العلمية، والتي تقوم بدراسة سلوك العلماء الاجتماعي باستخدام النظرية الاجتماعية. وتقتضي اقتصاديات المعرفة العلمية على التفكير بالعلماء من منطلق مصالحهم الشخصية باعتبار هذه المصالح بمثابة تقدير للعلم وللعملية التسويقية. وتقوم إستراتيجية النمذجة باستخدام مجموعة متنوعة من الأساليب مثل النظرية الكلاسيكية الجديدة،  نظرية الالعاب، سلوكية المعلومات النظرية وتكاليف المعاملات  (العقلانية المحدودة).   وذكر بومان وديفيز (2010) على أن داسغوبتا وبول أ. دايفيد (1994) على انهم من أوائل المهتمين في هذا المجال.